# 다향
《다향》는 2000년 4월 2일에 방영한 KBS 일요베스트이다.

## 줄거리
1952년 겨울, 차송주는 차씨 주머니와 함께 갓난아이로 영채네 집앞에 버려진다. 세월이 흐르고 이제 열두 살이 된 송주는 영채네 집안일을 도맡아하며, 영채의 동생 동갑내기인 영옥의 숙제도 해결해주는 야무진 아이로 자랐다. 그런 송주의 목에는 여전히 차씨 주머니로 된 목걸이가 걸려있다. 영채는 늘 송주에게 못살게 굴고, 영옥 역시 자신의 잘못을 항상 송주에게 덮어씌운다. 어느날 영채의 아버지 친구분인 서의원이 그의 아들 인하와 함께 영채네에 온다. 마침 송주는 영채의 어머니에게 빗자루로 맞고 있다가 문 밖으로 뛰쳐나오고, 그런 송주를 차 안에서 지켜보고 있던 인하는 헤드라이트를 밝혀준다. 고마운 마음에 송주는 인하가 심한 기침을 하자, 목에 걸고있던 차씨 주머니를 주며 기침에 도움이 될 거라며 차를 키워보라고 인하에게 건네준다.

## 등장 인물

### 주요 인물
- 추소영 : 차송주 역 (아역 이현지)
- 박용하 : 서인하(20세/28세) 역

### 그 외 인물
- 김애경 : 보성댁 역
- 신귀식 : 서의원 역 - 인하의 아버지
- 황범식 : 영채의 아버지 역
- 신신애 : 영채의 어머니 역
- 김정욱 : 영채 역 (아역 주영제)
- 조명식 : 준하 역 - 인하의 동생
- 김정은
- 김가영 : 영옥 역

### 특별출연
- 김영애 : 51세의 송주 역